# Communauté de communes Nord Charolais
Die  Communauté de communes Nord Charolais  ist ein ehemaliger französischer Gemeindeverband (Communauté de communes) im Département Saône-et-Loire und der Region Burgund. 2014 fusionierte der Gemeindeverband mit der Communauté de communes du Val de Joux und der Communauté de communes du Canton de Charolais und bildeten damit die Communauté de communes du Charolais.

## Mitglieder
1. Dompierre-sous-Sanvignes
2. Grandvaux
3. Marly-sur-Arroux
4. Martigny-le-Comte
5. Oudry
6. Palinges
7. Saint-Aubin-en-Charollais
8. Saint-Bonnet-de-Vieille-Vigne
9. Saint-Romain-sous-Versigny
10. Saint-Vincent-Bragny

## Quelle
- Le SPLAF - (Website zur Bevölkerung und Verwaltungsgrenzen in Frankreich (frz.))